# Speřice
Speřice (německy Sperschitz) je malá vesnice, část obce Jiřice v okrese Pelhřimov. Nachází se asi 2,5 km na severozápad od Jiřic. V roce 2009 zde bylo evidováno 40 adres. V roce 2001 zde trvale žilo 86 obyvatel.
Speřice je také název katastrálního území o rozloze 2,28 km2.

## Historie
První písemná zmínka o obci pochází z roku 1381.

## Pamětihodnosti

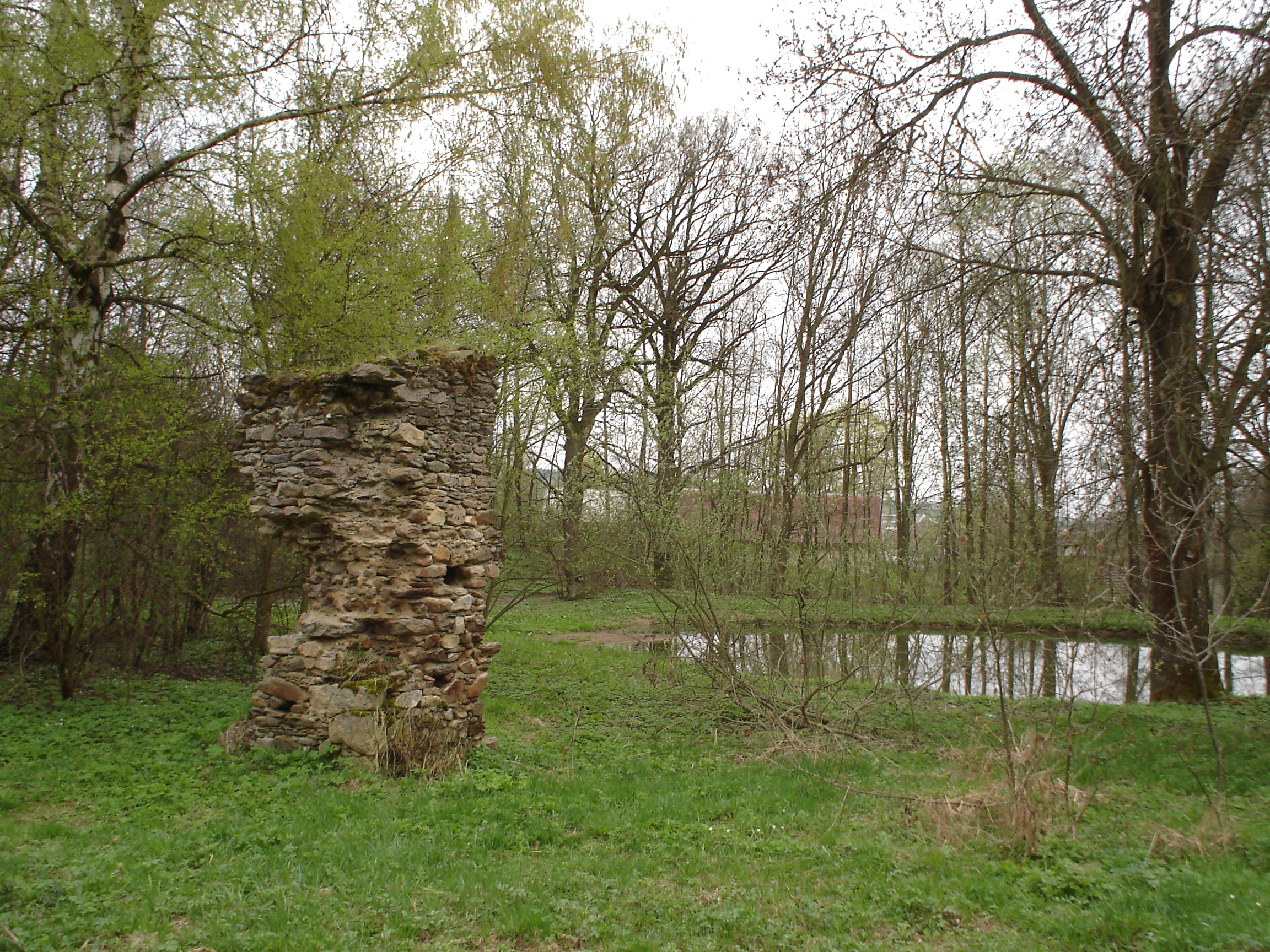
Torzo tvrze u čp. 13 ve Speřicích

- Torzo tvrze u čp. 13 ve SpeřicíchTvrz

## Další fotografie

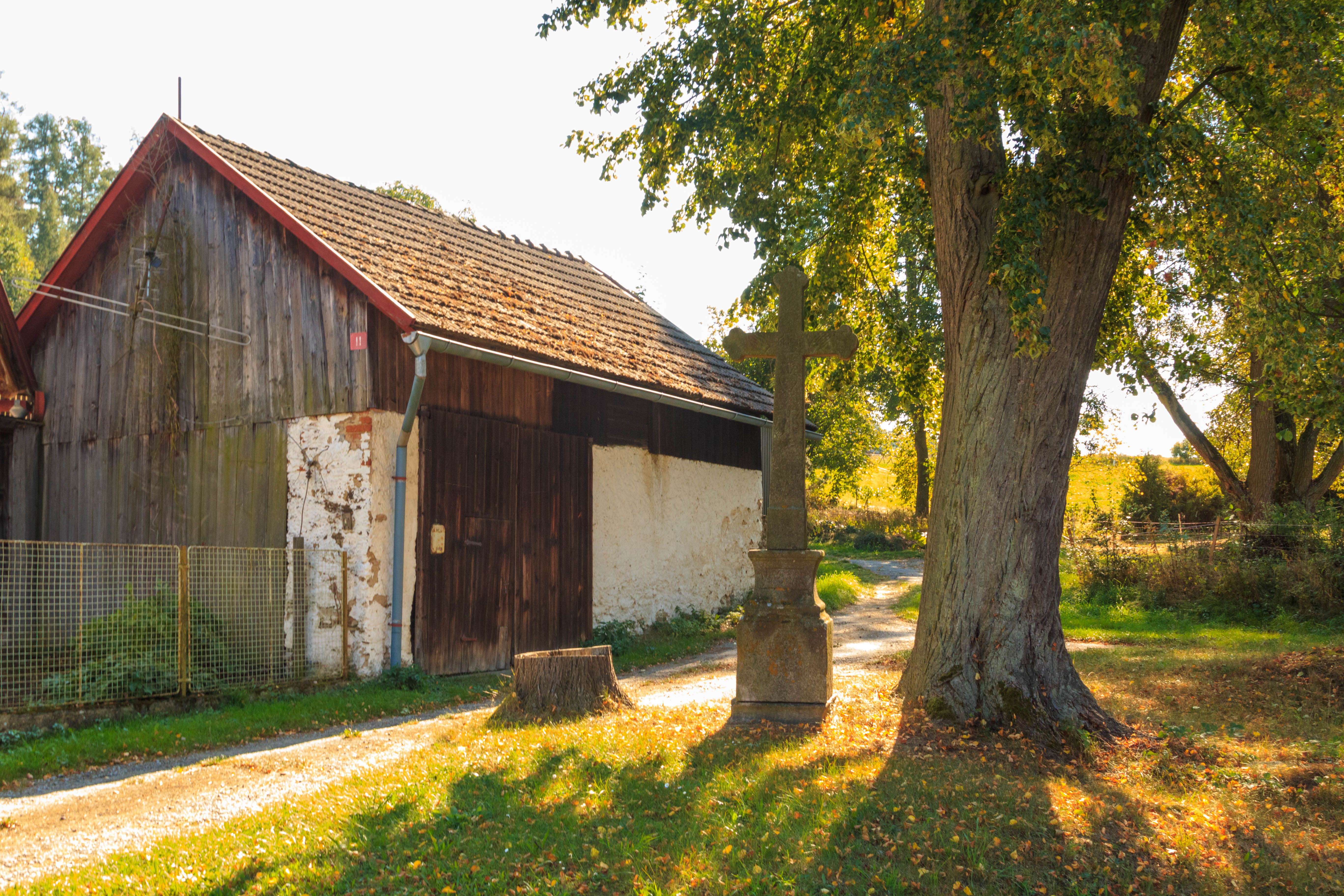
Speřice – kříž
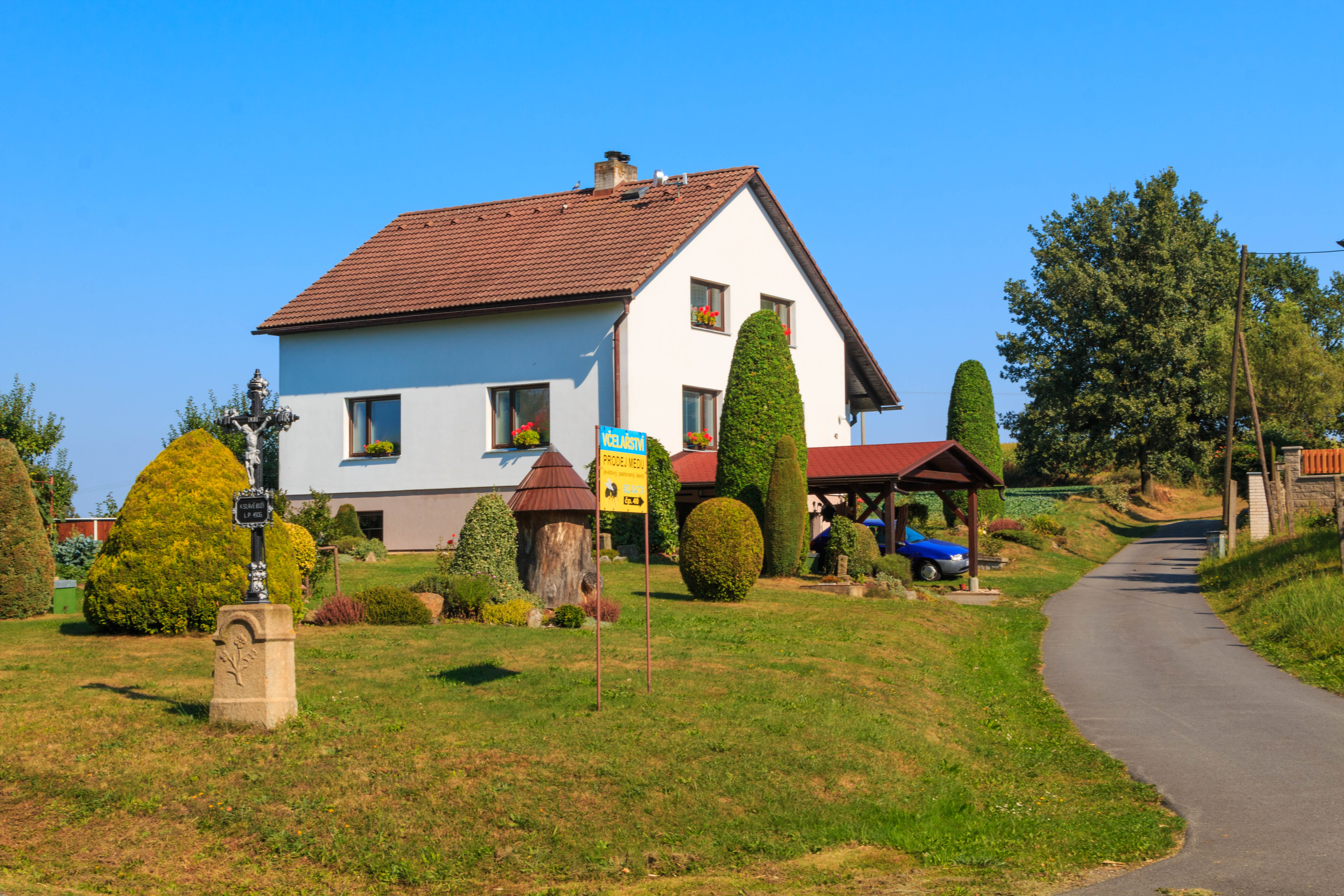
Speřice – čp. 40
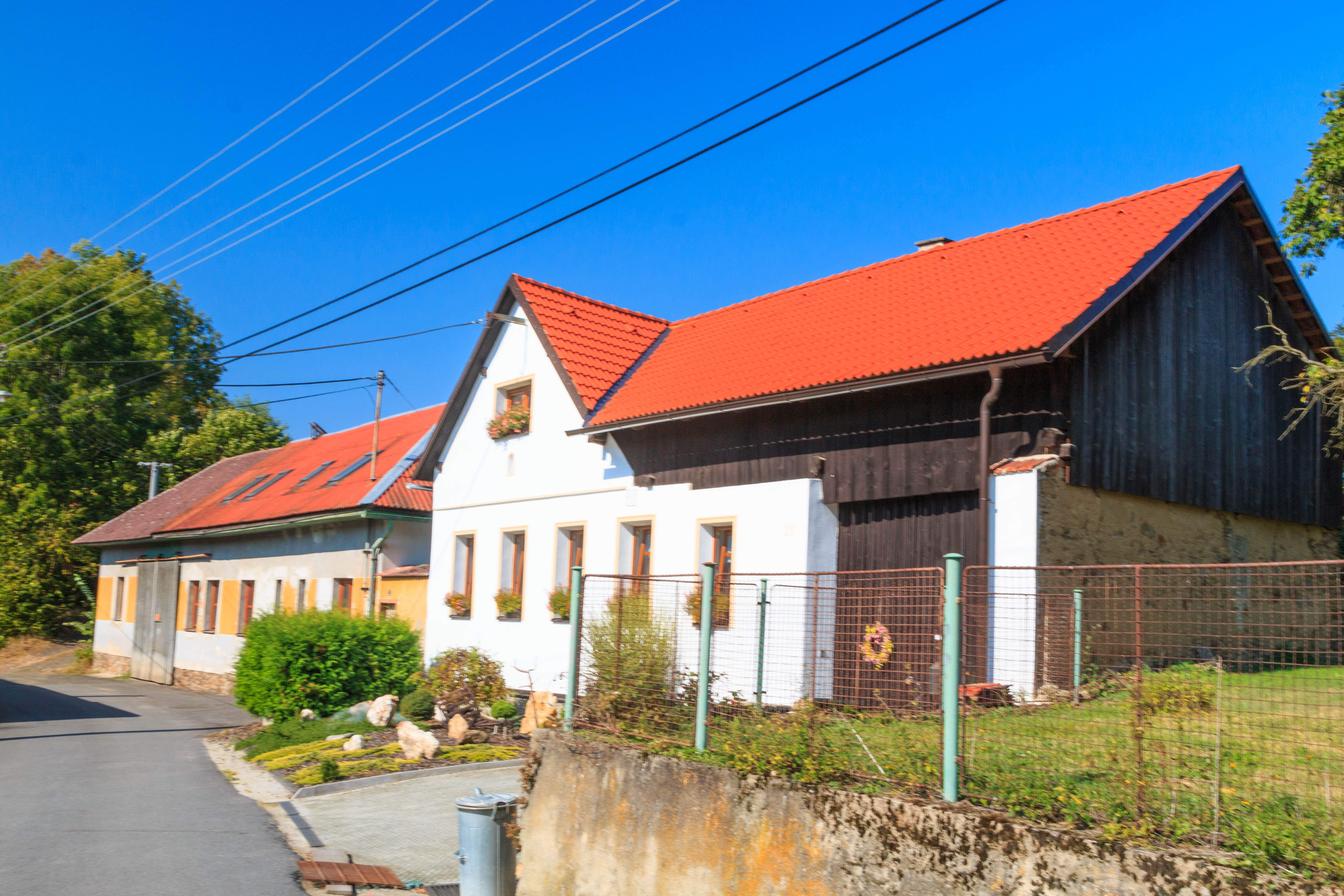
Speřice – čp. 20
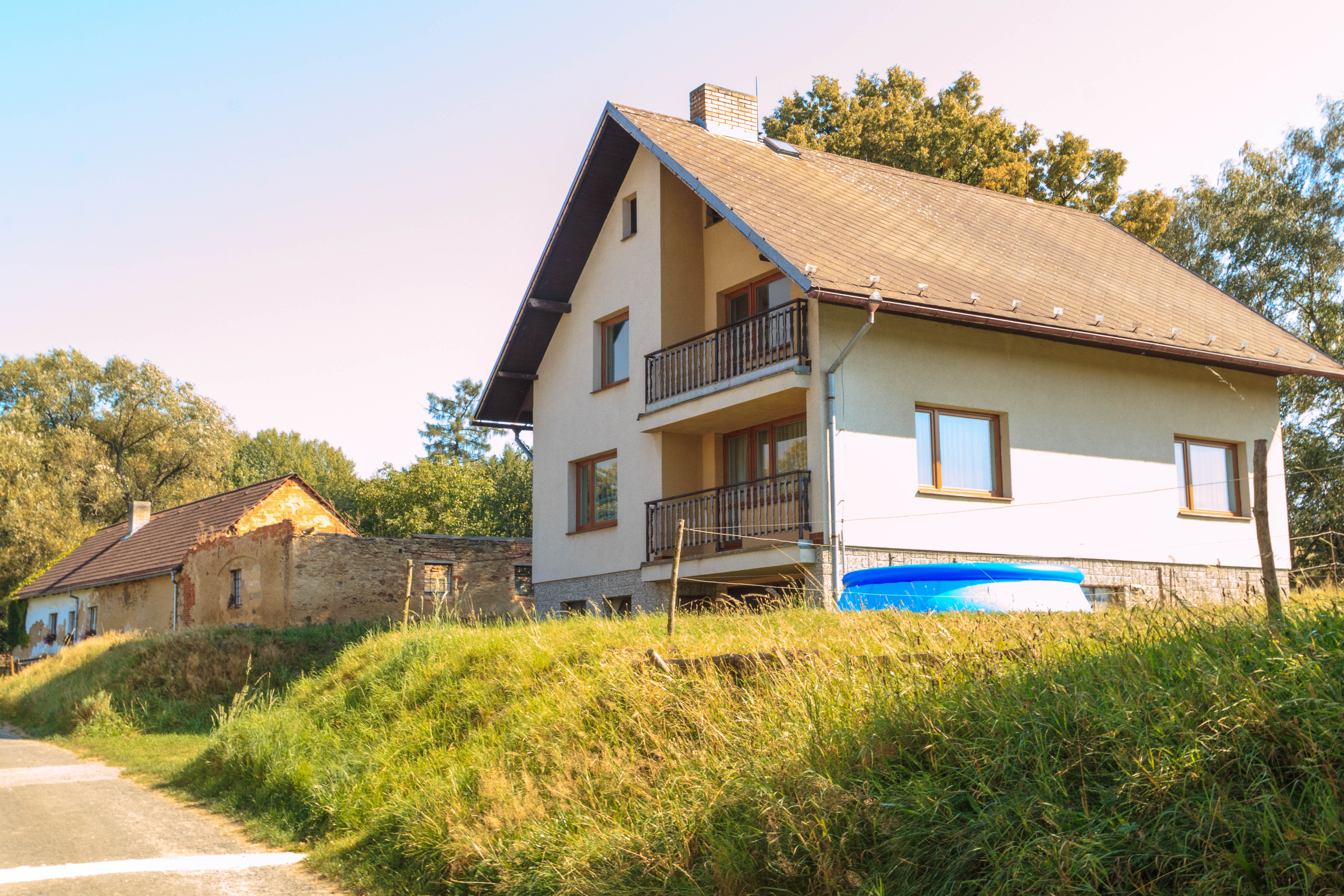
Speřice – čp. 6